# Dominik Merlini

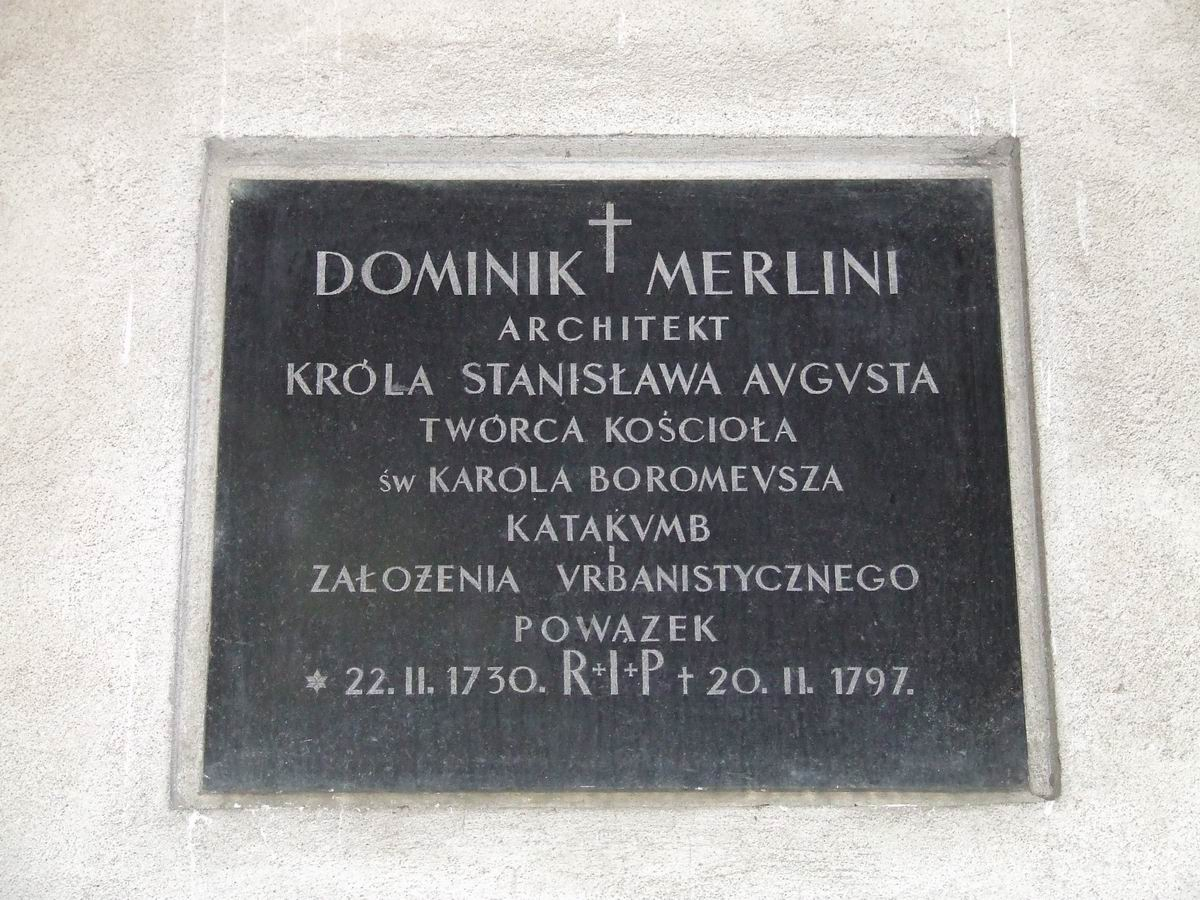
Płyta nagrobna Dominika Merliniego w katakumbach na cmentarzu Powązkowskim w Warszawie

Dominik Merlini, właśc. Domenico Martino Merlini (ur. 22 lutego 1730 w Castello Valsolda nad jeziorem Como, zm. 20 lutego 1797 w Warszawie) – działający w Polsce architekt pochodzący z regionu jezior Como (Lombardia, Włochy) i Lugano (Ticino, Szwajcaria), z którego wywodzą się najwybitniejsi komaskowie epoki baroku.

## Życiorys
W wieku dwudziestu lat opuścił Lombardię i przyjechał do Warszawy. W mieście tym mieszkała wpływowa rodzina Fontanów, z którą Merlini był spokrewniony.
W chwili przybycia Merliniego do Rzeczypospolitej królem był August III Sas, zaś architektem królewskim − Jakub Fontana. To właśnie od niego się uczył. W wieku trzydziestu lat został architektem królewskim i pozostał nim aż do swej śmierci. Stanowisko piastował najpierw za rządów Augusta III Sasa, potem Stanisława Augusta Poniatowskiego. Po śmierci Jakuba Fontany, w 1773 roku objął urząd naczelnego architekta Rzeczypospolitej. Do jego najbardziej znanych dzieł zalicza się pałac Na Wyspie w warszawskim kompleksie pałacowo-ogrodowym w Łazienkach Królewskich.
Na początku swej pracy budował on w stylu późnego baroku, który jeszcze podówczas utrzymywał się w Europie. To, że zaczął projektować w stylu klasycystycznym, było w dużej mierze zasługą króla Stanisława Augusta Poniatowskiego. Charakterystyczne dla stylu Merliniego są kamienne balustrady, którymi wieńczył fasady (widoczne w pałacu Na Wyspie), liczne ozdobne wsporniki, czyli elementy znajdujące się między kolumną a podpieraną przez nią częścią dachu (gzymsem). 
Merlini nie tworzył wyłącznie dla króla. Budował wiele dworów, pałaców i kamienic magnackich. Pozostawił po sobie ok. 50 dzieł. Największe z nich to Łazienki, poza tym przebudowa wnętrz Zamku Królewskiego, kilka ratuszy w całej Polsce, m.in. w Piotrkowie Trybunalskim, obiekty użyteczności publicznej, teatry i kaplice.
Został desygnowany przez konfederację targowicką do zasiadania w Komisji Skarbowej Koronnej.
Zmarł w 1797 w Warszawie i został pochowany w katakumbach cmentarza Powązkowskiego (rząd 184-4). 

## Ważniejsze projekty
- Willa własna przy placu Trzech Krzyży
- Królikarnia
- Kościół św. Karola Boromeusza w Warszawie (przebudowany w 2 poł. XIX wieku)
- przebudowa pałacu Borchów
- Pałac w Jabłonnie[3]
- Brama Grodzka w Lublinie
- Cerkiew i monaster Zaśnięcia Najświętszej Marii Panny w Warszawie
- Pałac w Opolu Lubelskim
- Trybunał Główny Koronny w Lublinie (przebudowa w latach 1781–1787[4])

### W warszawskich Łazienkach
- Biały Domek (1774–1776) (prawdopodobnie)
- Pałac Myślewicki (1775–1779)
- Wodozbiór (1777–1778)
- Ermitaż (po pożarze w 1777)
- Nowa Kordegarda (1779–1780)
- Stara Pomarańczarnia (1786–1788)
- Pałac Na Wyspie (rozbudowa w latach 1788–1793) z Janem Chrystianem Kamsetzerem[5]

## Galeria

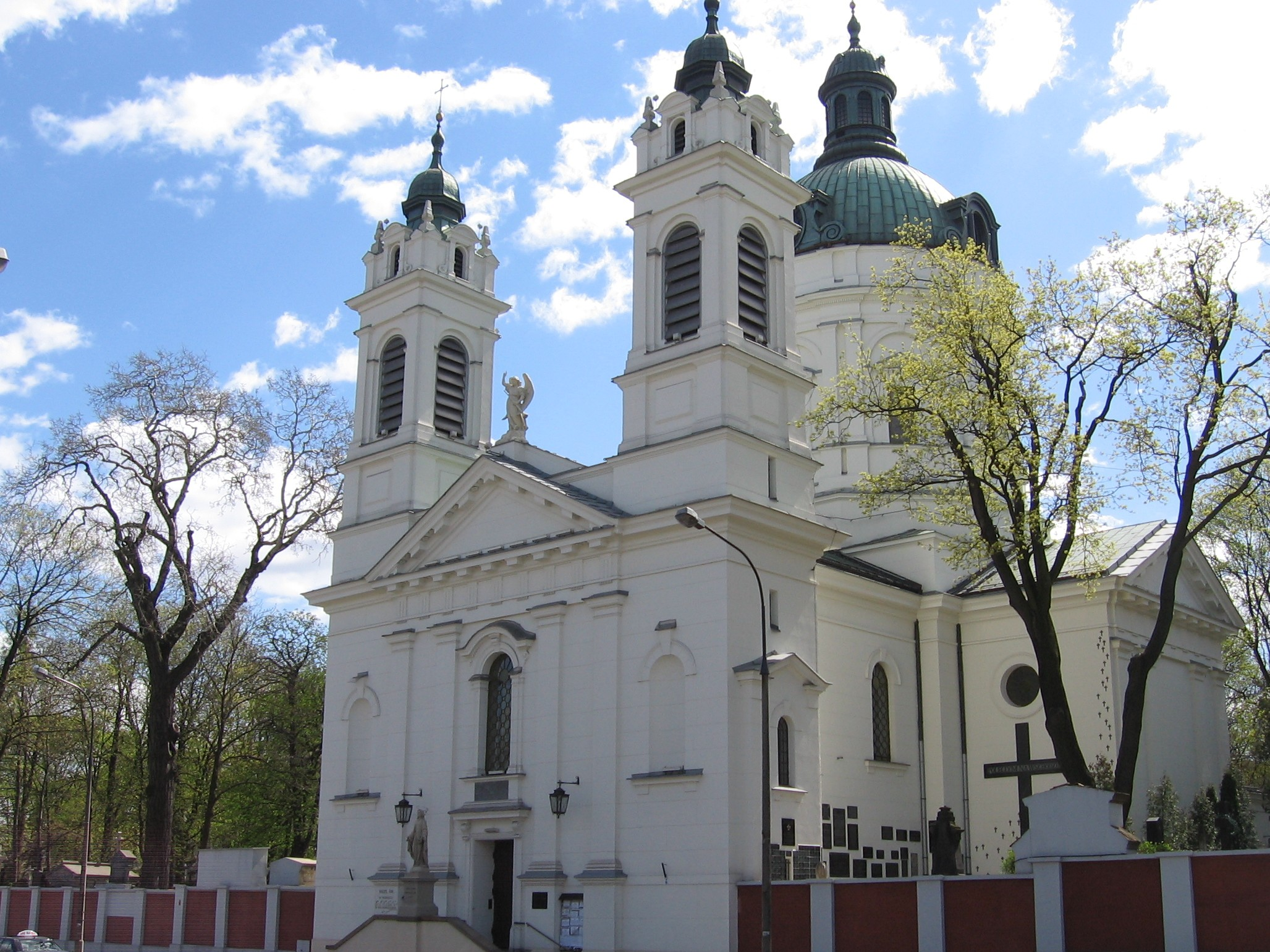
Warszawa − Kościół św. Boromeusza na Powązkach (tylko fasada)
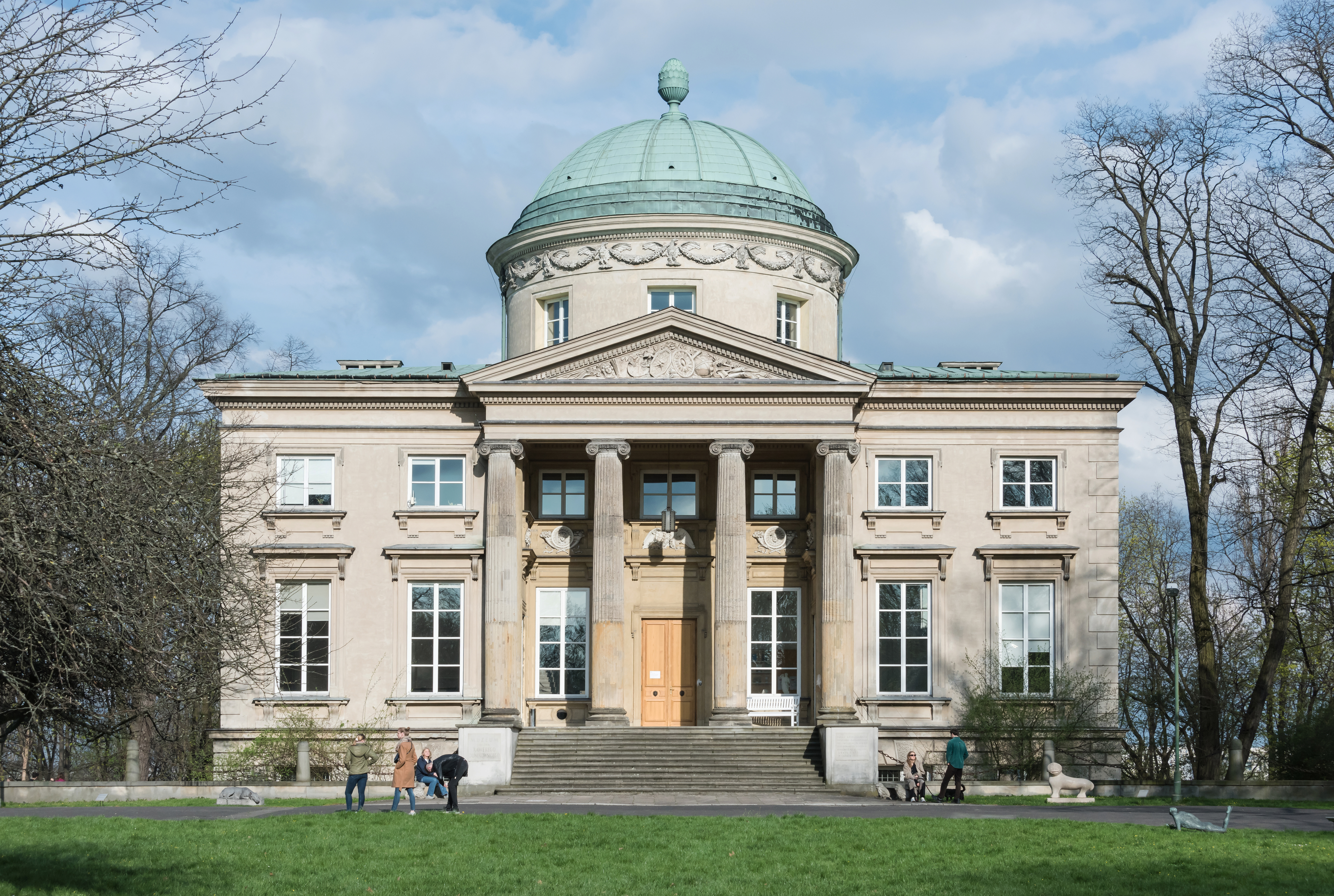
Warszawa – Pałac Królikarnia
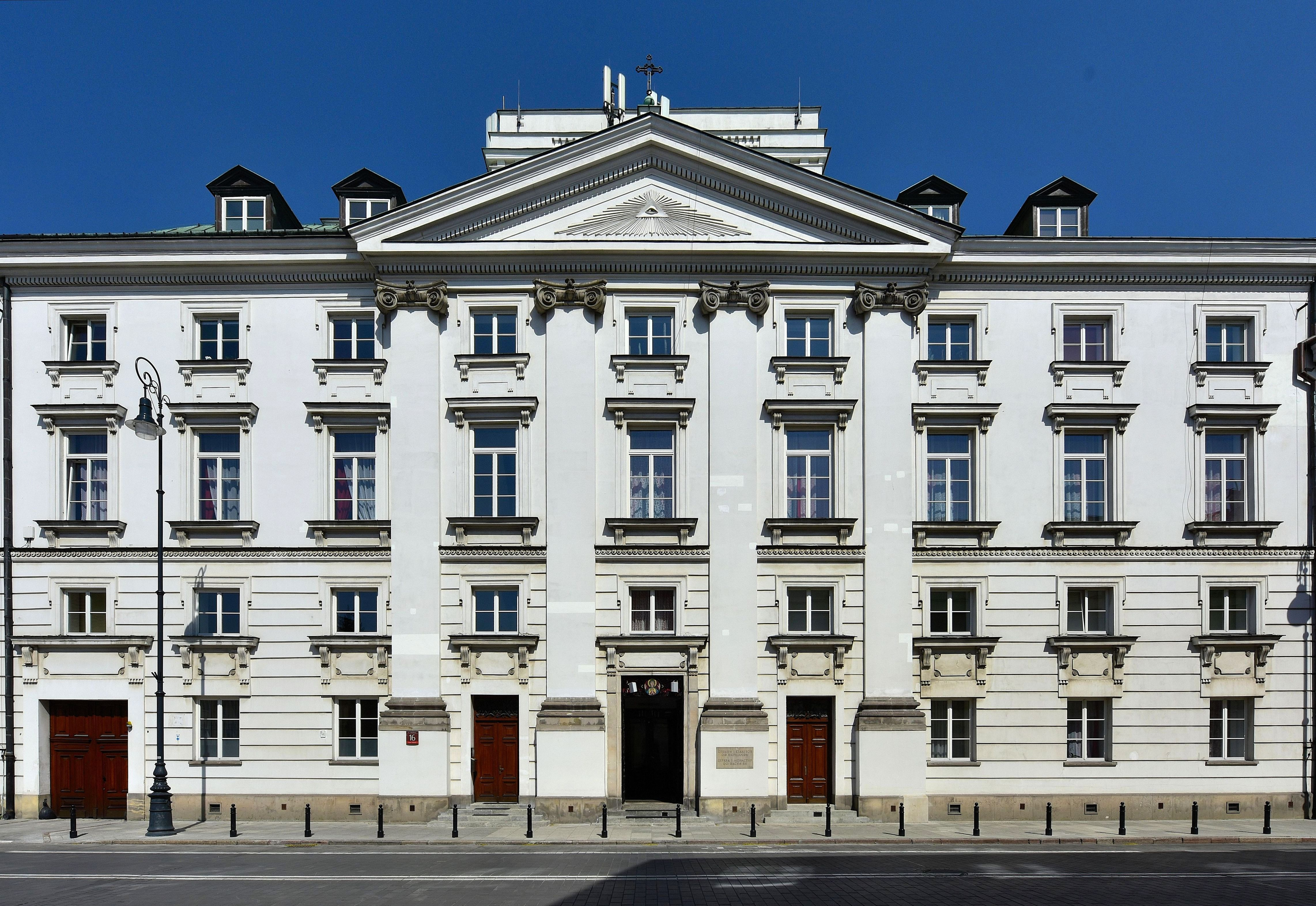
Warszawa − Klasztor i cerkiew Bazylianów
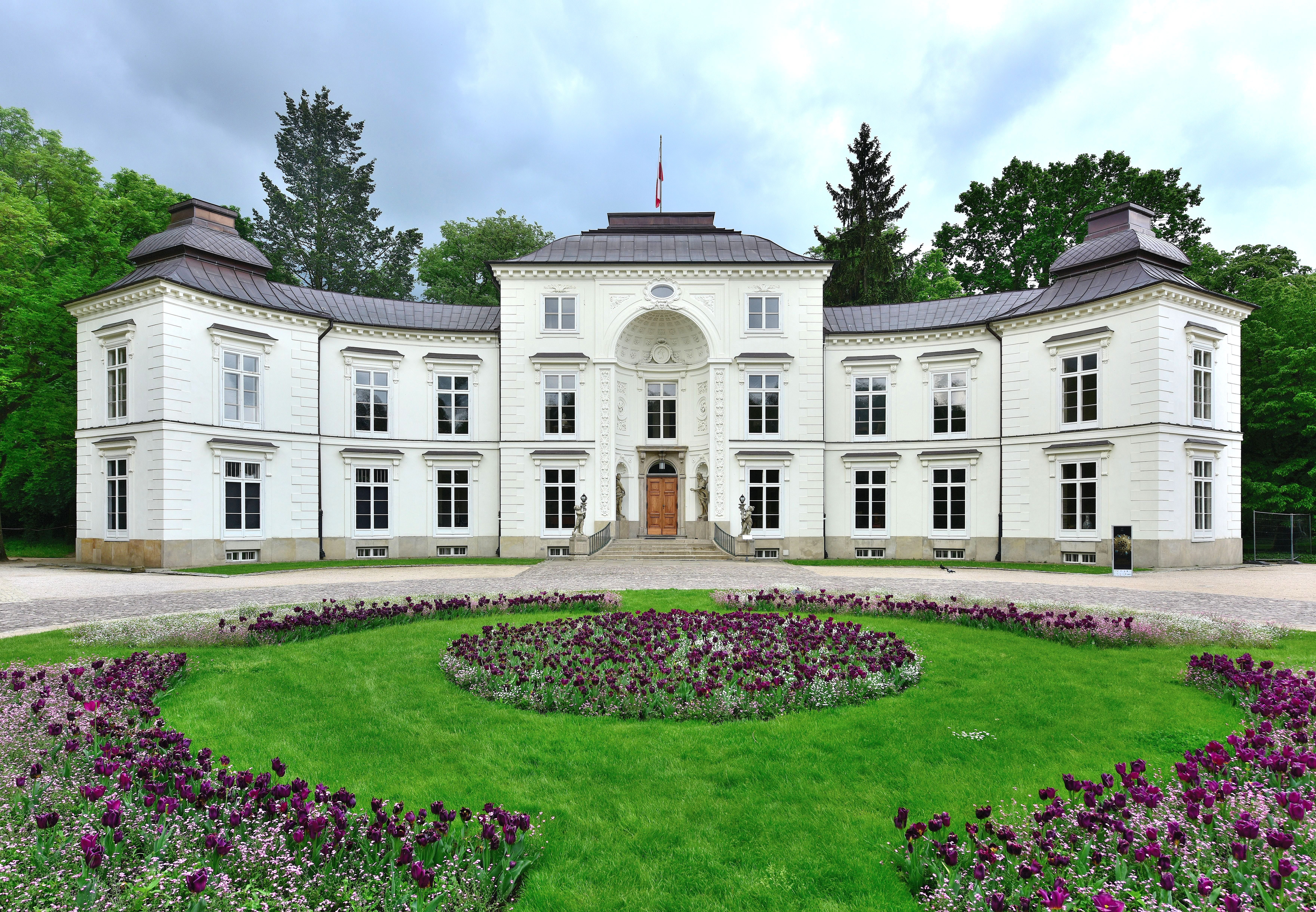
Warszawa − Pałac Myślewicki w Łazienkach
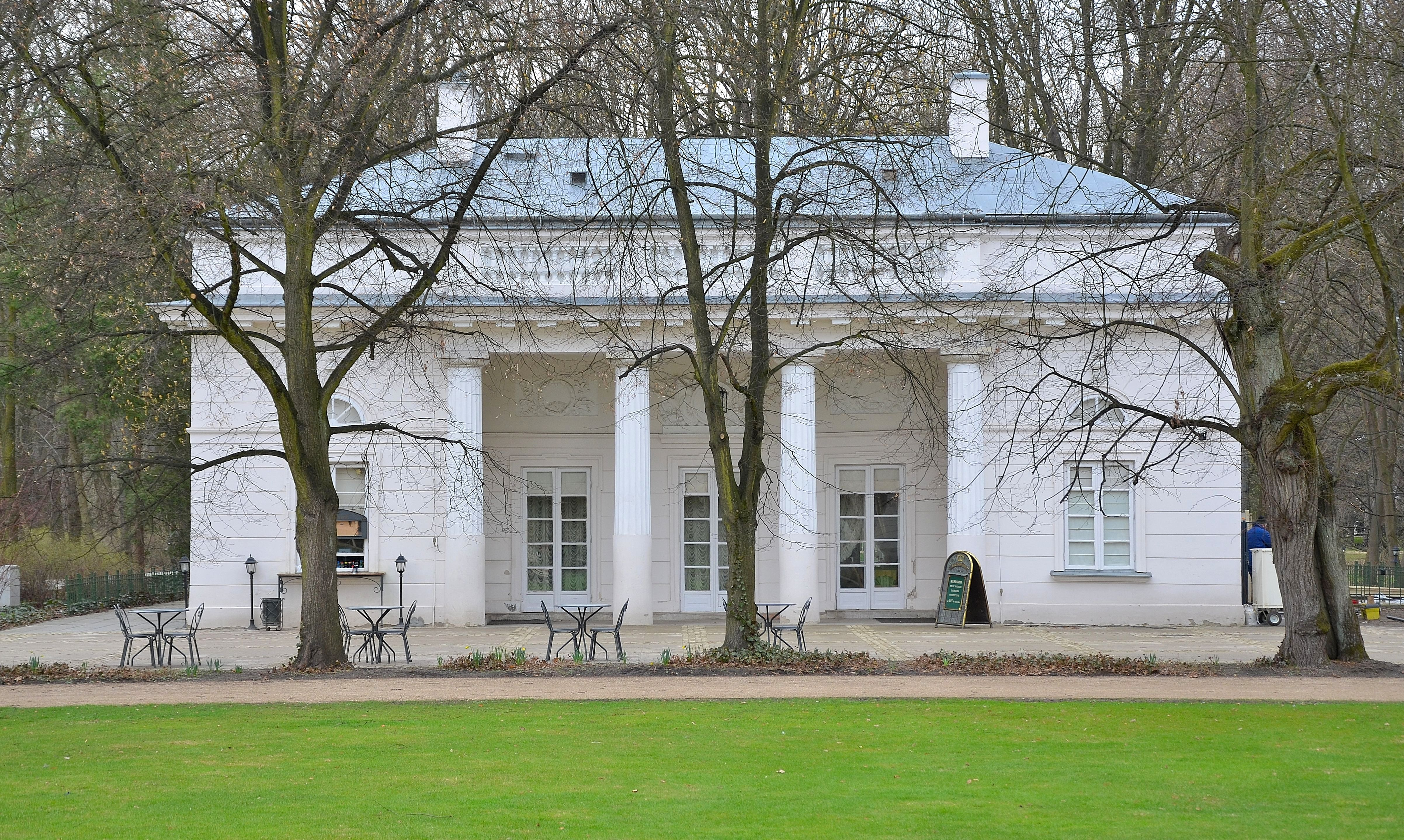
Warszawa − Nowa Kordegarda w Łazienkach
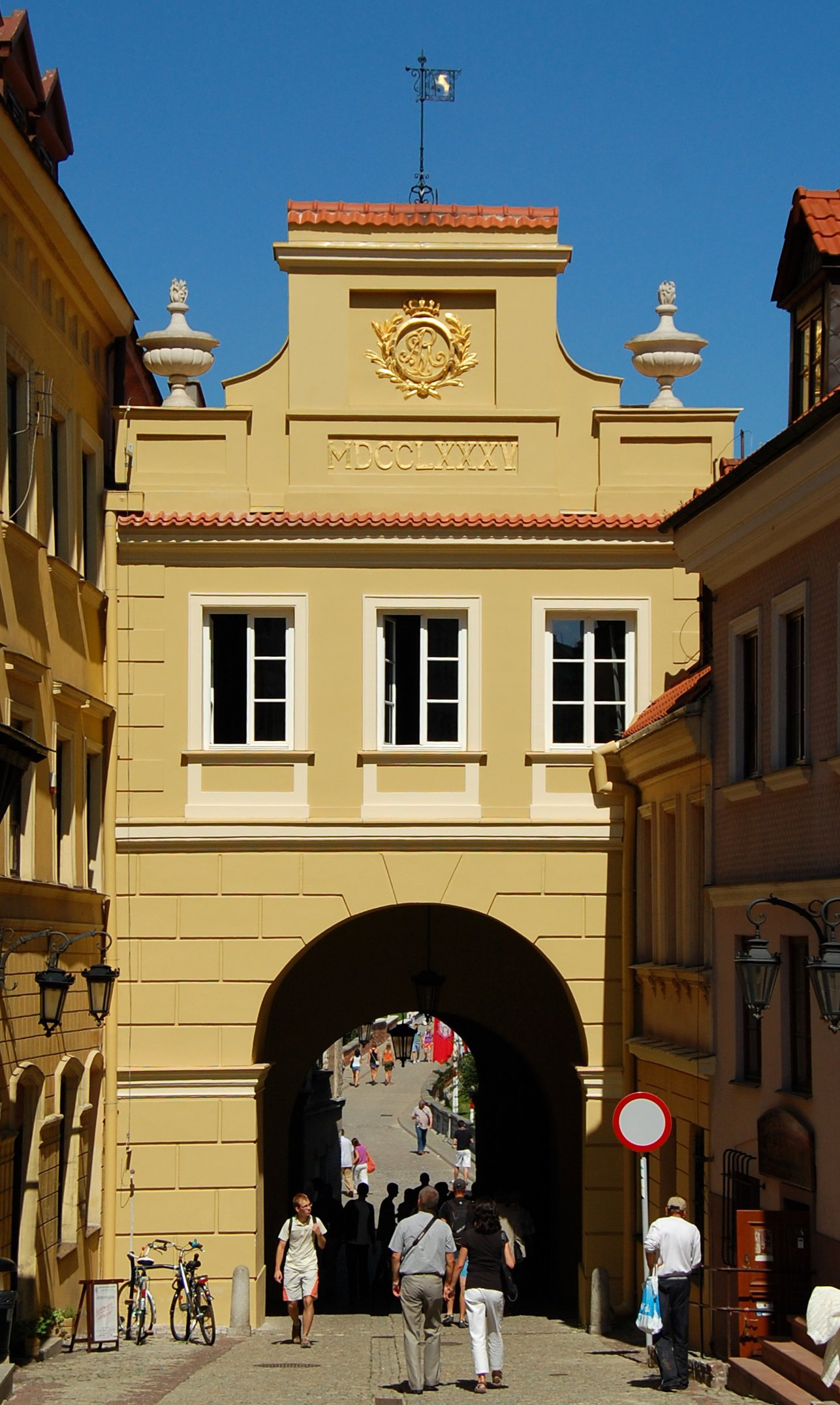
Lublin − Brama Grodzka
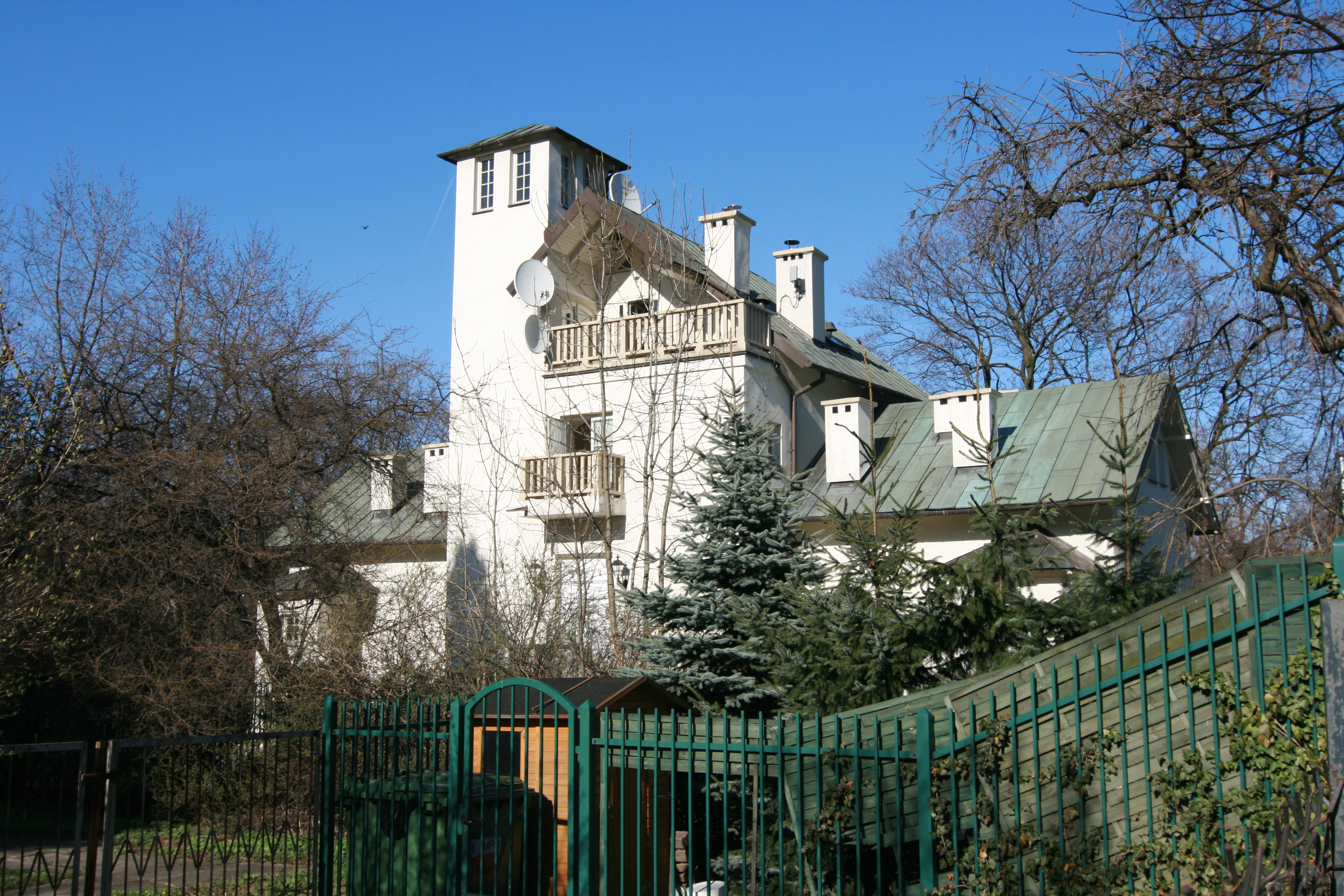
Warszawa −− Domek Holenderski
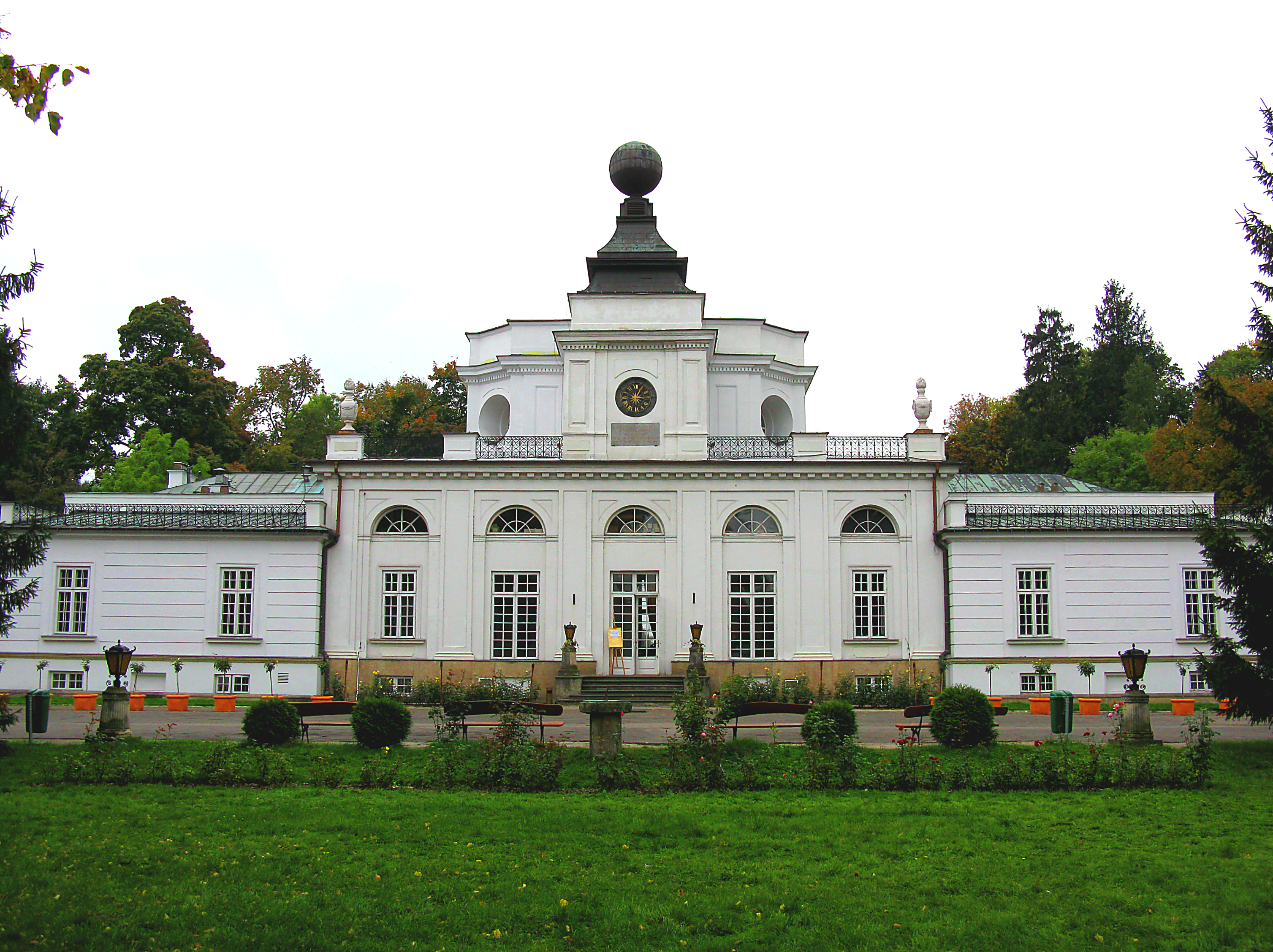
Pałac w Jabłonnie
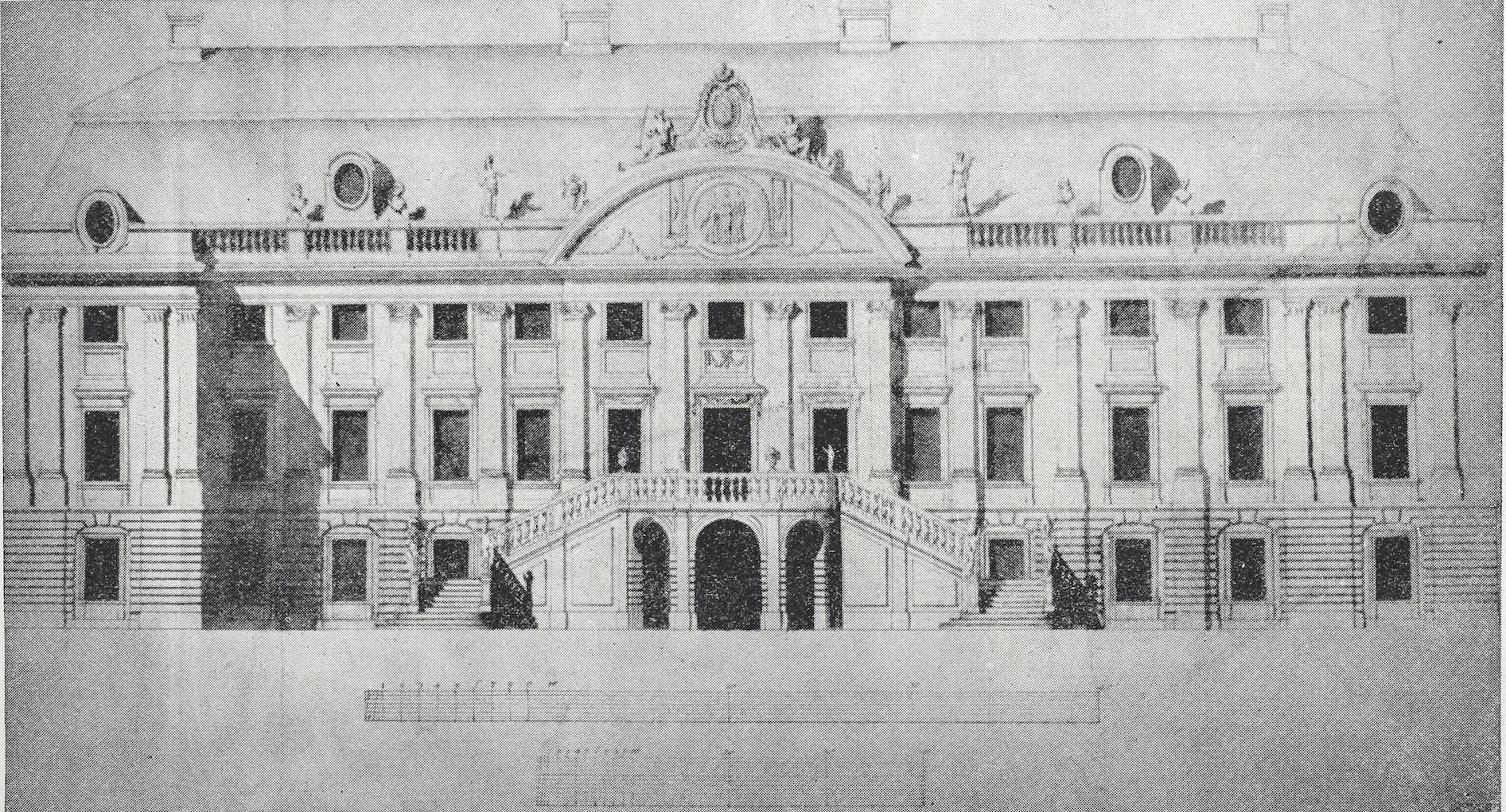
Pałac w Opolu Lubelskim (przebudowa)
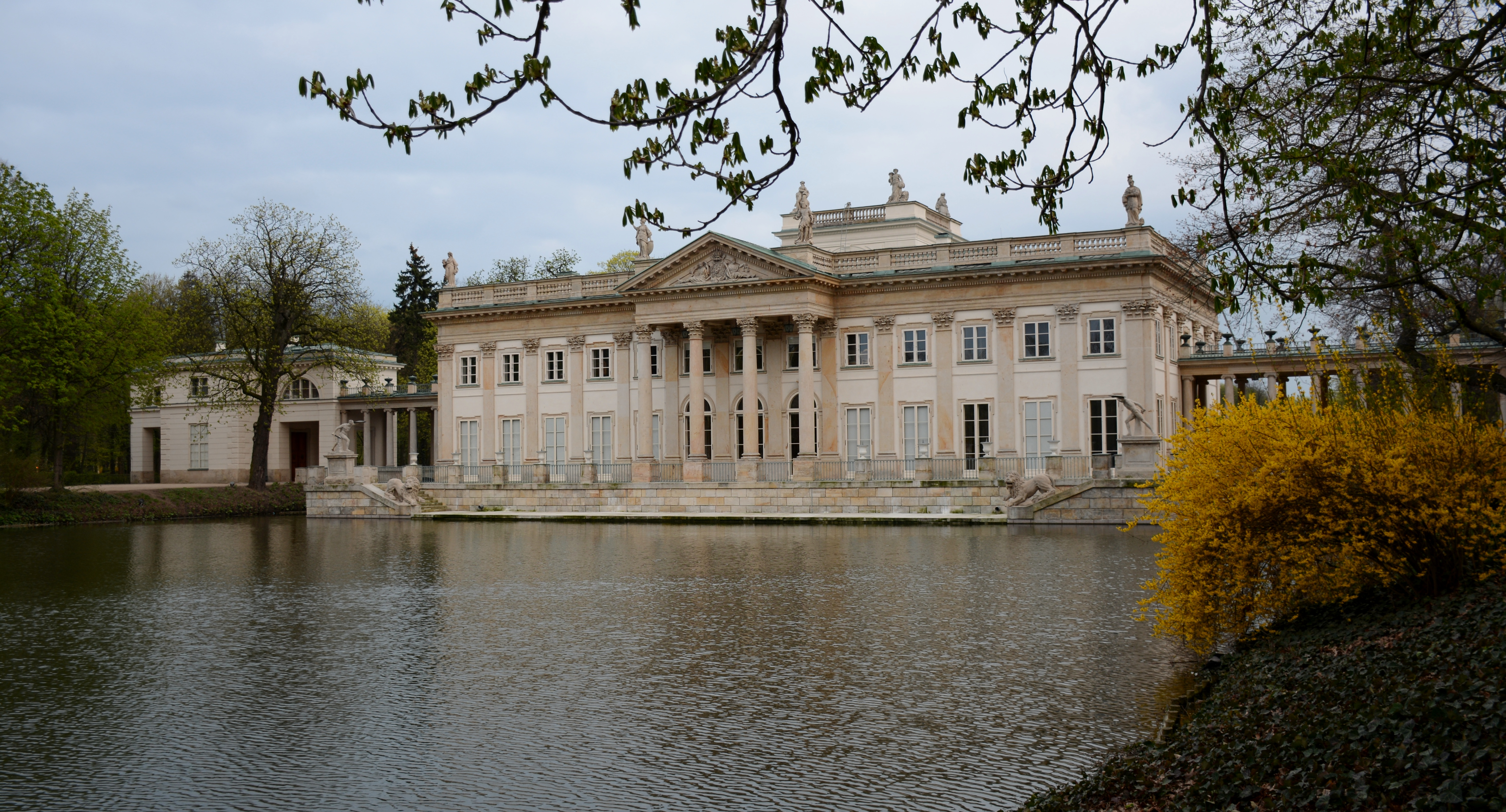
Łazienki − Pałac na Wodzie (współudział)